# 麟州 (开元)
麟州，中国唐朝时设置的州。
开元十二年（724年）置，旋废。天宝元年（742年）析胜州的连谷县和银城县复置，治所在新秦县（今陕西省神木市北）。辖境约今陕西省神木市地。北宋乾德初年，移治吴儿堡（今陕西省神木市，一说在今神木市西南五十里），五年（967年）移治今神木市西北杨家城。金朝皇统八年（1148年），地入西夏废。
麟州刺史
- 李浚（先天年间）
- 臧希晏（乾元年间）
- 郭锋（801年）
- 崔应（831年）
- 石雄（843年）
- 武某（开成年间）
- 王泸（870年）
- 折嗣伦（唐末）